# Sompolno
Sompolno este un oraș în Polonia.